# Романівка (Краматорський район)
Рома́нівка — село Іллінівської сільської громади Краматорського району Донецької області, Україна.

## Загальні відомості
Відстань до центру громади становить близько 19 км і проходить автошляхом Н20.
Розташована на річці Сухий Яр.

## Історія
Романівка (нім. - Romanowka) заснована 1889 року в межах менонітської колонії Ігнатьєво (нім. - Ignatjewo). Це поселення стало другим осередком колонії, у зв’язку з чим отримало порядковий номер 2.
Тут утворилося 60 господарств, кожне з яких мало по 30 десятин землі. Скоро виявилося, що підземні води у західній частині села були неякісними, що спонукало 18 родин переселитися на нове місце. Так 1890 року вони заснували селище Олексіївку, що на захід від колишнього місця поселення.
Романівка знаходилась на рівнині, що сприяло землеробству та вирощуванню дерев. Сади фруктових дерев стали візитівкою села. Особливо добре родили абрикоси, хоча часом вони потерпали від морозних зим. Чудові врожаї давали черешні та сливи. Кожен другий фермер тримав вулики та збирав мед.
Село мало дві паралельні головні вулиці та кілька другорядних, що перетинали їх. Тут знаходились школа та кузня. Село розляглося на території 1274 десятини землі.
Згідно мапи колонії Романівка, яку за спогадами намалював Оскар Хемм (нім. - Oscar Hamm) у 1980 році, млини були розташовані на північно-східніх околицях поселення.
Сільську школу збудували 1911 року. Її стіни були зведені з цегли, а фронтони вкриті вертикальними дошками. Колишні поселенці, які ще пам’ятають будівлю, згадують про неї як про дуже гарну споруду. 1912 року тут навчалося 40 учнів. Будівля школи не збереглася і в самому селі майже не залишилося менонітських споруд.
7 (20) листопада 1917 року, відповідно до Третього Універсалу Української Центральної Ради, увійшло до складу Української Народної Республіки.  
З утворенням Артемівської округи, за даними 1926 року, колонія Романівка (Красний Колодязь) підпорядковувалася Миколаївській сільській раді і входила до Залізнянського району. Сільраді також підпорядковувалися: Миколаївка (Красний Кронштадт), колонія Олексіївка (Смирнова), колонія Гнатівка (Кам’янка).
Дубльовану назву Красний Колодязь колонія мала у проміжках 1926-1928 років.

## Населення
Населення складало:
- 1911-1918 роки - 271 особа;
- 1919 рік - 278 осіб;
- 1923 рік - 243 особи, 47 господарств
- 1926 рік -  292 особи, з яких 280 - німці.[5]

За даними перепису 2001 року населення села становило 155 осіб, із них 80,65 % зазначили рідною мову українську, 15,48 % — російську та 3,23 % — білоруську мову.

## Вулиці
- вулиця Остапа Вишні (колишня Ржевська);
- вулиця Мелітопільська (колишня Ціолковського);[7]
- вулиця Старобельська.[8]

## Репресії
Після встановленя радянської окупаційної влади на території України почалися масові репресії проти «ворогів народу», «троцькістів», «буржуазних націоналістів», «шпигунів» тощо. Найбільшого розмаху терор досяг після прийняття конституції, що офіційно проголосила перемогу соціалізму. Лише в Донецькій області було заарештовано, розстріляно, запроторено до концтаборів близько п'ятдесяти тисяч невинних людей. Серед репресованих мешканців села Романівка:
- Паульс Іван Якович, 1893 р. н. Заарештований 30 листопада 1932 року. Засуджений на 3 роки ВTT;
- Петерс Давид Іванович, 1893 р. н. Заарештований 2 листопада 1937 року. Засуджений до розстрілу з конфіскацією майна. Вирок приведений до виконання 1 березня 1938 року;
- Петерс Данило Давидович, 1925 р. н. Заарештований 5 вересня 1941 року. При етапуванні пропав без вісті;
- Петерс Іван Іванович, 1886 р. н. Заарештований 15 грудня 1937 року. Засуджений до розстрілу;
- Редекоп Давид Францович, 1907 р. н. Заарештований 29 листопада 1937 року. 13 грудня 1937 року засуджений до розстрілу;
- Редекоп Ісаак Мартинович, 1889 р. н. Заарештований 22 грудня 1937 року.12 січня 1938 року засуджений до розстрілу;
- Редекоп Франц Давидович, 1881 р. н. Заарештований 29 листопада 1937 року. 13 грудня 1937 року засуджений до розстрілу;
- Рейнке Генрих Григорович, 1895 р. н. Заарештований 13 вересня 1937 року. 25 вересня 1937 року засуджений на 10 років ВTT;
- Ремпель Петро Петрович, 1898 р. н. Заарештований 1 вересня 1937 року. 25 вересня 1937 року засуджений до розстрілу з конфіскацією майна.[9]

## Відомі люди
- Консулова Муза Борисівна — архітекторка.